# Арзьє-Ле-Мюї
Арзьє-Ле-Мюї (фр. Arzier-Le Muids) — громада  в Швейцарії в кантоні Во, округ Ньйон.

## Географія
Громада розташована на відстані близько 110 км на південний захід від Берна, 34 км на захід від Лозанни.
Арзьє-Ле-Мюї має площу 51,9 км², з яких на 3,1% дозволяється будівництво (житлове та будівництво доріг), 25,2% використовуються в сільськогосподарських цілях, 71,1% зайнято лісами, 0,5% не є продуктивними (річки, льодовики або гори).

## Демографія
2019 року в громаді мешкало 2807 осіб (+23% порівняно з 2010 роком), іноземців було 27,8%. Густота населення становила 54 осіб/км².
За віковим діапазоном населення розподілялося таким чином: 24,1% — особи молодші 20 років, 62,7% — особи у віці 20—64 років, 13,1% — особи у віці 65 років та старші. Було 1063 помешкань (у середньому 2,6 особи в помешканні).
Із загальної кількості 348 працюючих 22 було зайнятих в первинному секторі, 45 — в обробній промисловості, 281 — в галузі послуг.